# با من بسوز
«با من بسوز» (به ترکی استانبولی: Yan Benimle) قطعه‌ای است از آلبوم مرکب، ششمین آلبوم استودیویی سیلا، خوانندهٔ ترک، که سال ۲۰۱۶ بیرون آمد. ویدئو کلیپ این قطعه به عنوان سومین موزیک ویدئوی آلبوم منتشر شد.

## فهرست‌ها
| فهرست (۲۰۱۷)          | بهترین رتبه |
| --------------------- | ----------- |
| فهرست رسمی MusicTopTR | ۱۰          |

## یادداشت
1. ↑  Müstehcen
2. ↑  Bırak